# Tesmarówka
Tesmarówka – nieoficjalna nazwa przysiółka wsi Trzebiatkowa w Polsce na Pojezierzu Bytowskim położona w województwie pomorskim, w powiecie bytowskim, w gminie Tuchomie.
Miejscowość położona jest przy trasie nieistniejącej już linii kolejowej (Lębork-Bytów-Miastko), 0,6 km na południowy wschód od drogi krajowej nr 20 ze Stargardu do Gdyni.
Osada wchodzi w skład sołectwa Trzebiatkowa.
W latach 1975–1998 miejscowość administracyjnie należała do województwa słupskiego.